# Ken Okuyama
Kiyoyuki Okuyama (en kanji: 奥山 清行 ; en hiragana: おくやま きよゆき - Yamagata, 1959), más conocido como Ken Okuyama, es un diseñador industrial japonés y propietario del estudio Ken Okuyama Design.

## Biografía
Okuyama se graduó de Art Center College of Design de Pasadena (estado de California) en 1986. Durante los siguientes años, fue profesor en la Universidad de Arte y Diseño de Tohoku. En 1991, regresó a Estados Unidos para enseñar a tiempo parcial en la Universidad de Centro del Arte de Diseño en California, donde años atrás se había graduado. Entre 2000 y 2004, estuvo al mando del Departamento de Diseño de Transporte en la universidad hasta que en ese último año, Pininfarina le ofreció un puesto de trabajo.
Ken Okuyama trabajó para General Motors y Porsche, ayudando a elaborar el diseño de la generación nueva de Porsche 911, el 996, así como el Porsche Boxster. Antes de ir a Pininfarina, ya había trabajado para General Motors en el departamento de Conceptos Avanzados de California.
El 10 de mayo de 2004, Ken Okuyama empezó trabajo como Director Creativo en Pininfarina supervisando el diseño del Ferrari Enzo. Como director creativo, Ken supervisó proyectos como el Ferrari 599, Mitsubishi Colt CZC, Maserati Birdcage 75th y el Ferrari P4/5.
En 2006, Okuyama dejó Pininfarina y creó su propio estudio de diseño bajo el nombre Newton Design Lab. Un año más tarde, Okuyama lanzó el Ken Okuyama Eyes, una línea de gafas fabricadas en Japón.
En 2008, Ken Okuyama presentó su primer prototipo de automóvil con un nombre que tomaba sus siglas, el K.O. 7 Spider (en español, araña), hecho con fibra de carbono, aluminio sin pintar y con dos asientos. El K.O. 7 fue presentado en el Salón del Automóvil de Ginebra celebrado en marzo de 2008
La primera producción fue de 20 modelos del K.O. 7 Spider, que se vendieron rápidamente entre los seguidores del diseñador. Posteriormente, siguió una producción más amplia de 99 coches en 2009 y 99 más en 2010.
En 2016 lanzó el Supercar Kode 57 de edición limitada, con solamente cinco unidades producidas con un motor v12, 620CV y llantas de 21 pulgadas. La revista Forbes declaró "el diseñador de Ferrari Enzo anonada Monterey con su Breathtaking Kode 57 Supercar".

## Proyectos propios

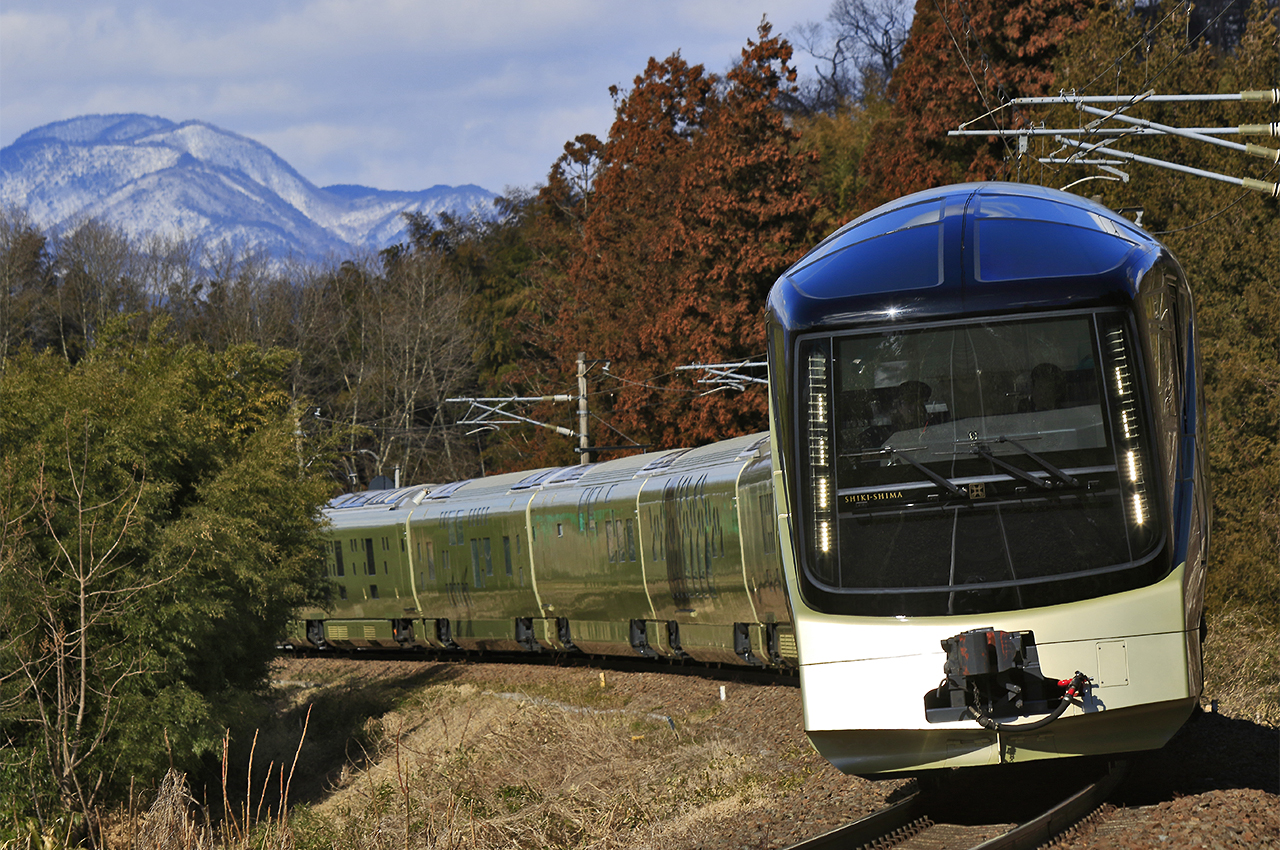
En 2017, JR East encargó a Okuyama diseñar el interior del tren de lujo Shikishima.

### Ferrocarriles
- 2013: Shinkansen E6[10]
- 2014: Shinkansen E7[11]
- 2014: Reconstrucción KiHa 141 para el JR East SL Ginga de la Línea Kamaishi[12]
- 2014: Esquema de color revisado para JR East E3 Serie Shinkansen la flota utilizada en Tsubasa[13]
- 2015: Serie E235[14]
- 2015: Serie E353[15]
- 2016: Serie HB-E300[16]
- 2017: Serie E001 Shikishima[17]
- 2017: Tobu 500[18]
- 2018: Trenes nuevos para el Metro de Kobe de la Lína Seishin-Yamate, introduciendo a partir de 2018[19]

### Automóviles

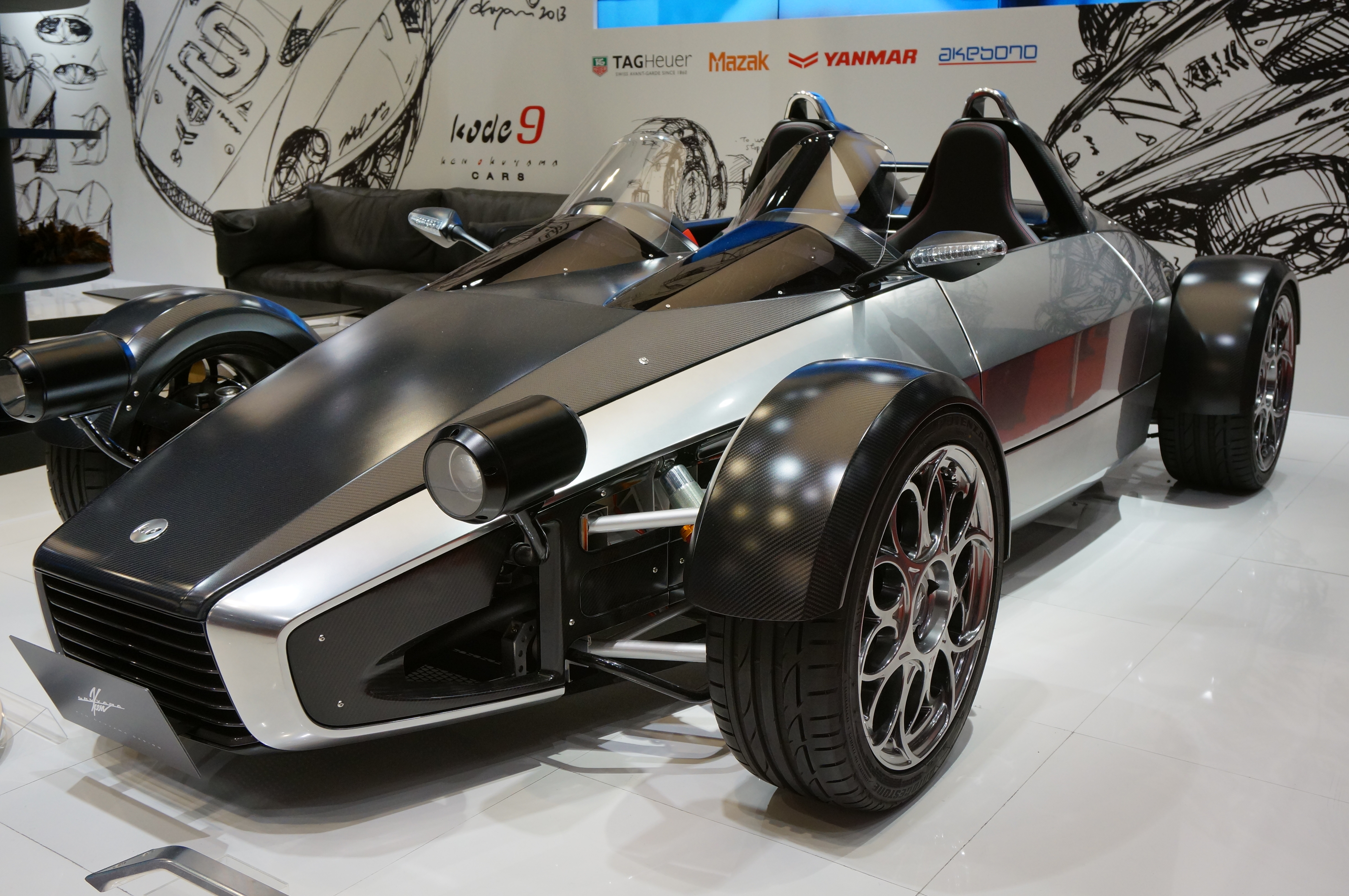
Kode7
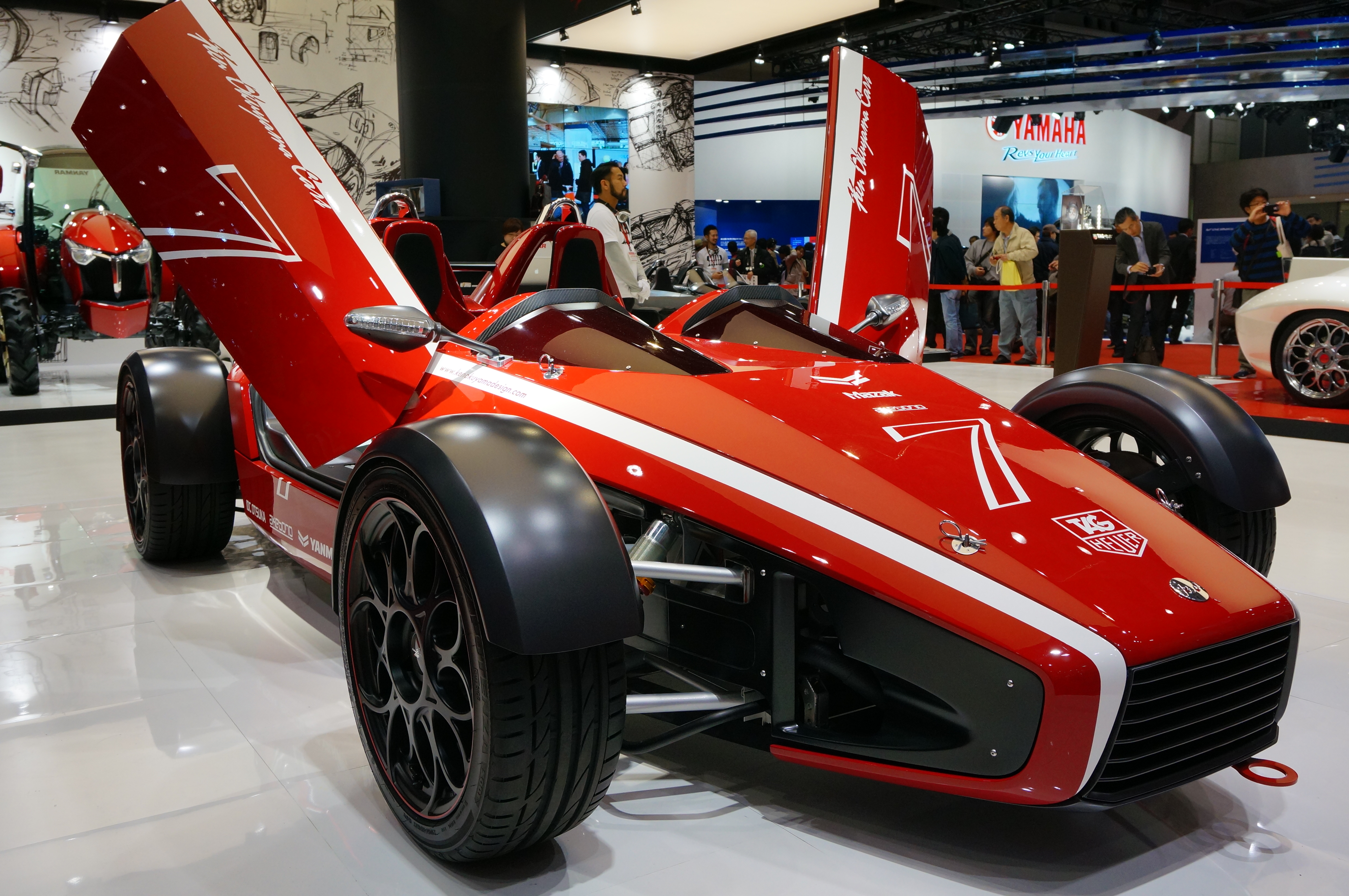
Kode7 Clubman
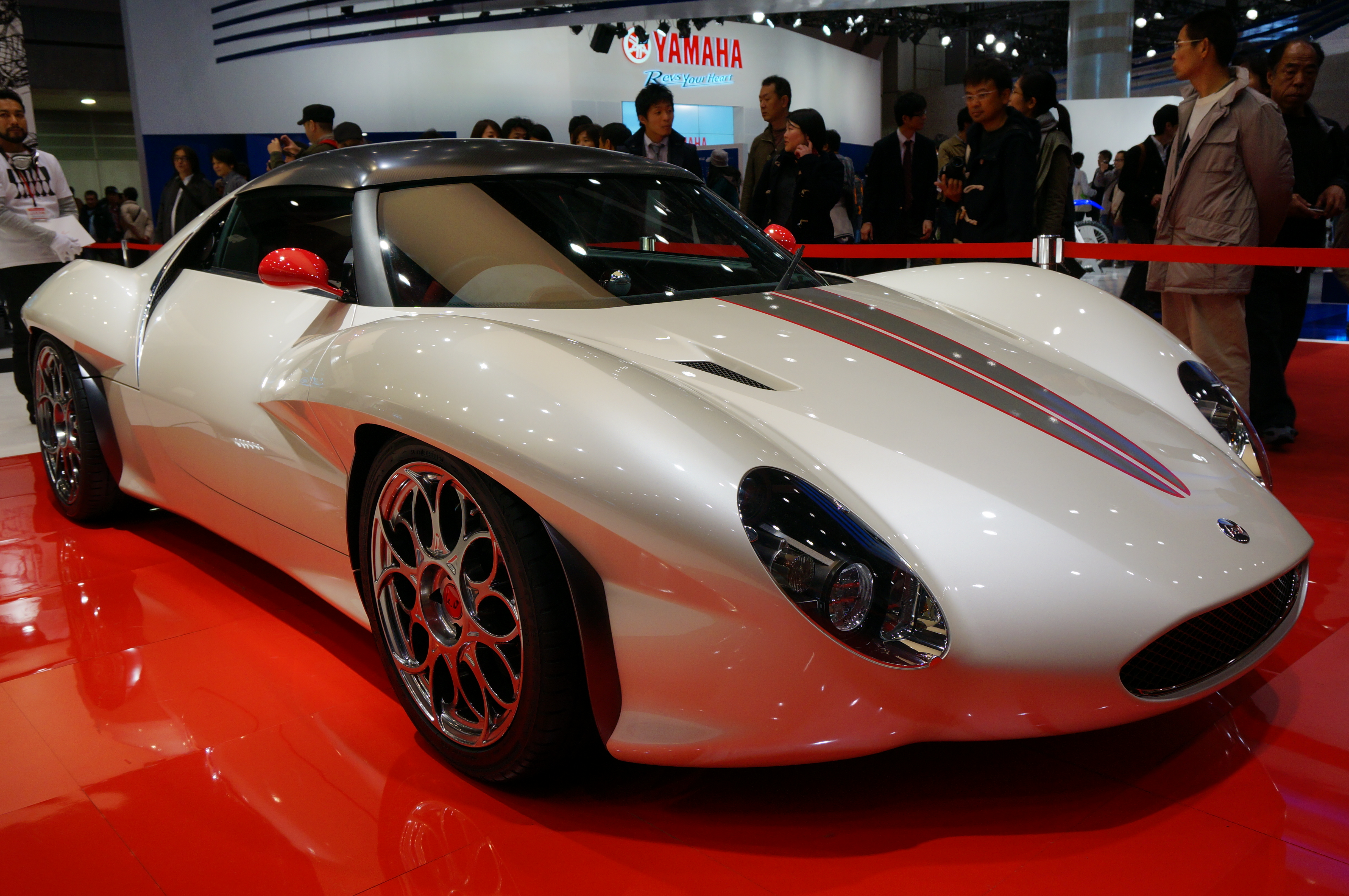
Kode9
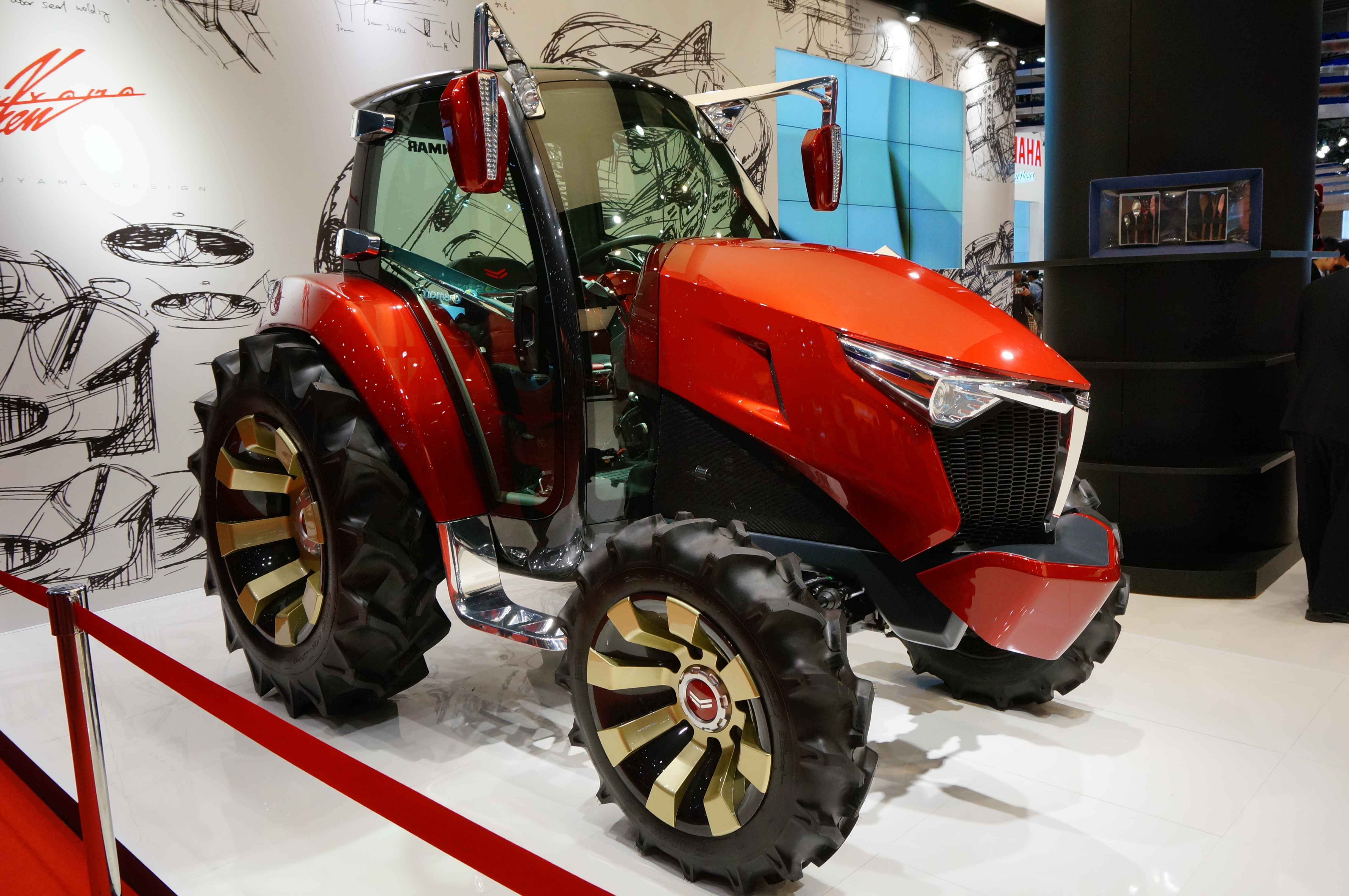
Yanmar YT01
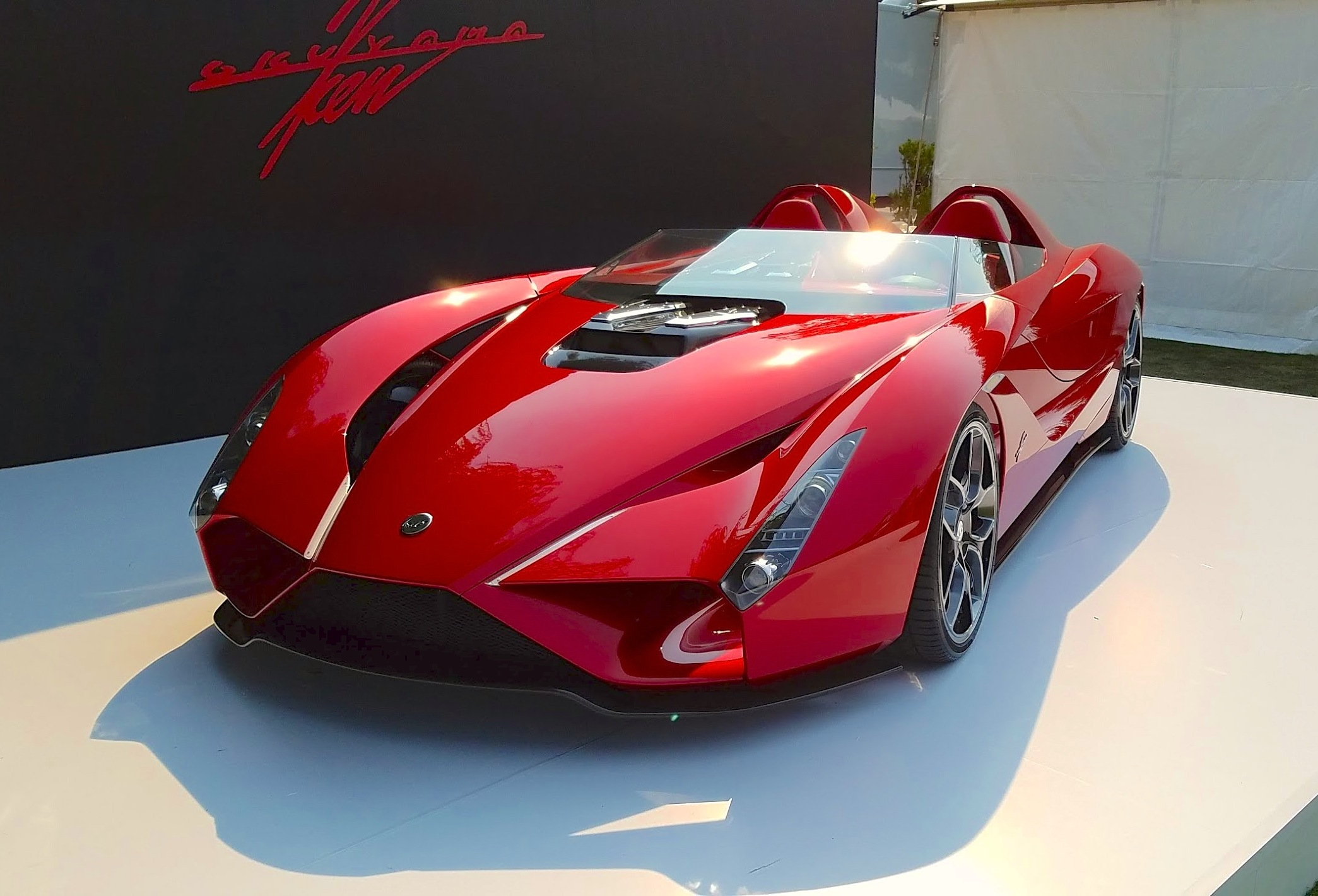
Kode57
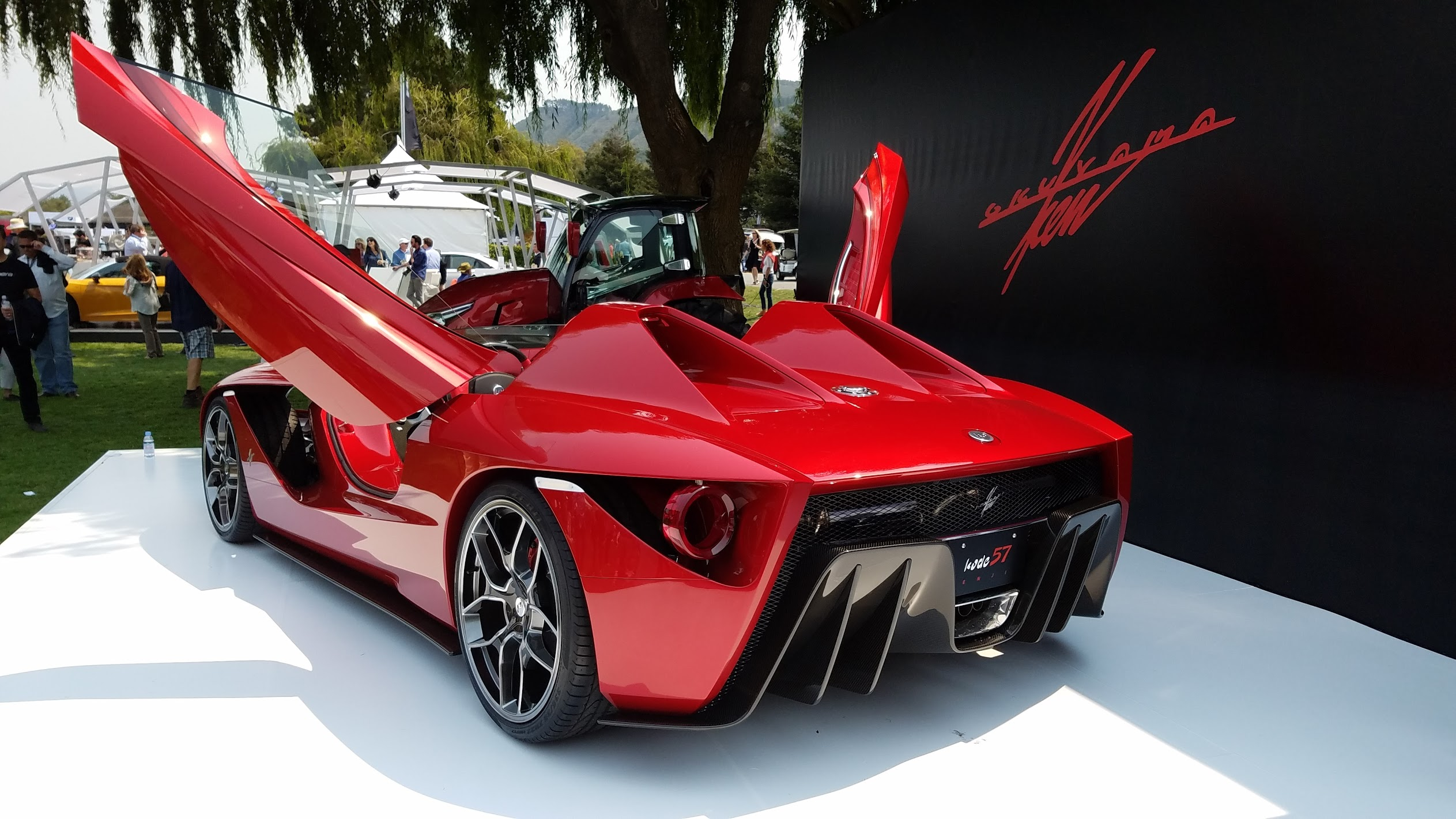
Kode57, parte trasera.

## Premios
Premios otorgados a Okuyama en solitario o en equipo.
- 1999: "The Best Interior Design of the Year Award", para el Pininfarina Metrocubo
- 2000: "The Best Concept Car of The Year", para el Ferrari Rossa, diseñado por Okuyama
- "Best Concept prize at the Editors Choice Awards", para el Maserati Birdcage 75th[20]
- "Classic Concept Award ", por el Maserati birdcage 75th.